# 楊慎矜
楊 慎矜（よう しんきょう、生年不詳 - 天宝6載（747年））は、唐代玄宗期の官僚。経済手腕で玄宗に重用された。政界で中立的な立場を取ろうとしていたが、次第に李林甫に憎まれ、冤罪で玄宗に自殺を命じられた。

## 経歴

### 経済官僚として
隋の煬帝の玄孫にあたる。祖父は楊政道。父の楊崇礼（楊隆礼）は州刺史を歴任し、清廉さと厳格さで知られており、太府卿にまで昇進した。太府での在職20余年の間、多くの無駄を省いたことで知られていた。開元21年（733年）、引退の時に玄宗に子の中で後任となれるものをたずねられた際、長兄の楊慎余・末弟の楊慎名を含む三人兄弟とも勤勉で清廉である中でも次男の楊慎矜が最も優れていると推薦している。
そのため、当時から落ち着きとその才覚で知られ、汝陽令として有能と評判であった楊慎矜は監察御史・知太府出納に抜擢された。弟の楊慎名も大理評事となり、相当な恩顧をこうむった。楊慎矜は数年で事務に通暁したが、諸州の上納した物で水に浸かっていたり破れたりしたものを皆、元の州に銭で納めるようにしたためにインフレが起き、そのため州県の徴調が絶えなくなったとされる。
天宝2年（743年）、右賛善大夫となっていた楊慎矜は、御史中丞の兼任を命じられたが、宰相の李林甫ににらまれることを恐れ固持したため、代わりに諫議大夫の兼任を命じられた。しかし、李林甫に屈した態度をとっていたため、同年に御史中丞・諸道鋳銭使に任じられている。

### 宮中陰謀の渦の中で
天宝4載（745年）、韋堅が水陸漕運使を外れ、刑部尚書に任じられた時にその後任となる。また、天宝5年（746年）には、李林甫の命令で韋堅と皇甫惟明の動向を探った上で通報しており、その際に王鉷や吉温とともに両人の取り調べにあたっている。楊慎矜はこの年、戸部侍郎にまで昇進したが、取り調べにおいて中立の立場を保とうとしたために李林甫や王鉷に憎まれたという。
楊慎矜は王鉷の父の王瑨とは従兄弟にあたり、王鉷の引き立てに力があったので王鉷に対して（官位ではなく）名で呼ぶなど、傲慢な振る舞いが多かった。また、李林甫も彼が玄宗に気に入られていたので警戒していたという。
天宝6載（747年）、楊慎矜は讖書（予言書）や法力を信じており、還俗僧の史敬忠とその関係で付き合っていたが、ある日、明珠という侍女を彼に贈った。史敬忠は明珠を楊貴妃の姉の秦国夫人（虢国夫人参照）に贈り、秦国夫人は宮中に明珠を連れて入った。玄宗は明珠から楊慎矜が術士とつきあっていることを聞き、不快に思った。
この件は楊釗に伝わり、楊釗は王鉷に告げ、王鉷と楊慎矜は仲違いをすることとなった。李林甫は王鉷を誘い、楊慎矜を陥れさせた。王鉷は「楊慎矜は祖業（隋王朝）を復興させようとしている、家に讖書もある」という流言を流した。
楊慎矜は捕らえられ、楊釗と盧鉉が取り調べを行い、盧鉉は楊慎矜の腹心、太府少卿の張瑄を拷問にかけたが、張瑄は何もしゃべらなかった。しかし、吉温が史敬忠に意のままに証言させることに成功した。また、盧鉉は讖書を袖にいれたまま、楊慎矜の自宅を調査して発見したように振る舞った。これを知った楊慎矜は嘆じて死を覚悟したという。楊慎矜と兄の少府少監の楊慎余・弟の洛陽令の楊慎名、全て自殺を命じられた。張瑄と史敬忠は杖罪に遭い、妻子は嶺南に流された。御史の顔真卿が洛陽への楊慎矜に死を命じる使者となった。同時に兄の楊慎余と弟の楊慎名も従容として自殺した。
楊慎矜兄弟は皆、仲が良く、容貌が優れて名声が高かったという。

## 伝記資料
- 『旧唐書』巻百五 列伝第五十五「楊慎矜伝」
- 『新唐書』巻百三十四 列伝第五十九「楊慎矜伝」
- 『資治通鑑』